# Robert David Hall
Robert David Hall (* 9. listopad 1947, East Orange, New Jersey) je americký herec, nejlépe známý díky roli coronera Alberta Robbinse v seriálu Kriminálka Las Vegas.
Narodil se a vyrůstal v New Jersey, studoval anglickou literaturu. Je uznávaným kytaristou a bývalým profesionálním hudebníkem. Dlouho pracoval v rádiu v Los Angeles, daboval reklamy a animované filmy. V roce 1978 mu byly amputovány obě dvě nohy poté, co do jeho auta narazil náklaďák. Následný výbuch způsobil popáleniny na 65 % jeho těla. Dnes používá protézy, které mu dovolují se pohybovat. Mnoho jeho postav sdílelo toto postižení. Je velkým zastáncem postižených Američanů.
Kromě Kriminálky Las Vegas se objevil v mnoha filmech jako třeba Hvězdná pěchota, Vyjednavač, i seriálech jako Západní křídlo a Právo v Los Angeles.
Je ženatý s Judy Sterns. Se svou předchozí ženou Connie Cole má syna Andrewa (* 1981). Předtím byl ženatý ještě se Susan Petroni.

## Filmografie
| Rok        | Film/seriál                | Role                      | Poznámky                 |
| ---------- | -------------------------- | ------------------------- | ------------------------ |
| 1983       | Transakce století          | Ray Penido                | nebyl uveden v titulcích |
| 1983–1985  | The Littles                | Dinky Little              | dabing                   |
| 1985       | Here Come the Littles      | Dinky Little              | dabing                   |
| 1991       | Causa Wardových            | Steven Kellen             |                          |
| 1991–1993  | Life Goes On               | pan Mott                  | 6 epizod                 |
| 1991–1993  | L. A. Law                  | soudce Myron Swaybill     | 3 epizody                |
| 1992       | Mann & Machine             | Dave Murphy               | 1 epizoda                |
| 1992–1994  | Beverly Hills 90210        | učitel                    | 3 epizody                |
| 1993       | Once Upon a Forest         | řidič                     | dabing                   |
| 1993       | Ideální milenka            | Dr. Sheen                 |                          |
| 1996       | Andersonville              | Samson                    |                          |
| 1997       | Prison of Secrets          | soudce                    |                          |
| 1997       | Brooklyn South             | John Keogh                | 1 epizoda                |
| 1997       | Hvězdná pěchota            | seržant                   |                          |
| 1997       | Správná pětka              | byrokrat                  | 1 epizoda                |
| 1998       | Vyjednavač                 | seržant Cale Wangro       |                          |
| 1998       | Promised Land              | Edward Brogan             | 1 epizoda                |
| 1998       | The New Batman Adventures  | reportér                  | 1 epizoda, dabing        |
| 1999       | Dotek anděla               | Harry                     | 1 epizoda                |
| 1999–2001  | The Practice               | soudce Bradley Michaelson | 4 epizody                |
| 2000       | Západní křídlo             | David Nessler             | 1 epizoda                |
| 2000       | The Burkittsville 7        | David Hooper              |                          |
| 2000       | Batman budoucnosti         | Fulton                    | 1 epizoda, dabing        |
| 2000–dosud | Kriminálka Las Vegas       | Dr. Al Robbins            | 290 epizod               |
| 2001       | Rodinné právo              |                           | 2 epizody                |
| 2002       | My Father's House          |                           |                          |
| 2002       | The Zeta Project           | Thad                      | 1 epizoda, dabing        |
| 2004       | Pacient č. 14              |                           |                          |
| 2006       | Avatar: The Last Airbender |                           | dabing                   |
| 2007       | Generace GEN               | Abraham                   |                          |
| 2008–2009  | Ben 10: Síla vesmíru       | strážce                   | 3 epizody, dabing        |
| 2012       | Ben 10: Alien Dimensions   | Azmuth                    | dabing                   |